# Parhédrin
La salle du Parhédrin (Lishkat Parhedrine) était une salle du Temple de Jérusalem réservée au Cohen Gadol pour son usage quotidien.

Selon la mishna Yoma 1:1 (voir aussi T.B. Yoma 2a), il y vivait reclus les sept jours précédant Yom Kippour.
Initialement connue sous le nom de « chambre de bois », elle changea d'appellation à une époque tardive du Second Temple, où l'office de Cohen Gadol était vendu au plus offrant. Comme les Cohanim qui avaient acheté cette fonction n'en étaient pas dignes, ils mouraient invariablement endéans l'année de leur nomination. C'est pourquoi on appela cette salle du nom de « Parhédrin » (Grec : παρέδριον « officier du roi ») car, comme les officiers du roi, les Grands Prêtres étaient remplacés tous les douze mois (cf. Rachi sur Yoma 8b).

## Sources
- Background of daf yomi Yoma 2a
- The High Priest's Chamber, sur chabad.org